# Josh Bernstein
(Il tipico modo di Bernstein di salutare il pubblico all'inizio del documentario)
Josh Bernstein (New York, 24 febbraio 1971) è un esploratore, conduttore televisivo, autore televisivo ed "esperto di sopravvivenza" statunitense, conosciuto come presentatore di Digging for the Truth, programma andato in onda su History Channel per quattro stagioni, di cui tre con Josh Bernstein presentatore. La serie fu di grande successo e fu al programma più seguito nella storia dell'emittente.
In questo momento conduce il programma Into the Unknown with Josh Bernstein ("Dentro l'ignoto con Josh Bernstein"), programma in onda su Discovery Channel. In Italia possiamo vederlo anche su LA7 in alcuni servizi messi in onda nel programma Atlantide - Storie di Uomini e di Mondi.

## Biografia
Josh Bernstein è nato e cresciuto a Manhattan ed ha frequentato la prestigiosa Horace Mann School. Nel 1989, si iscrisse alla Cornell University dove studiò Antropologia e Psicologia, ma anche la storia dei nativi americani e delle antiche civiltà mediorientali. Fu presidente della confraternita Pi Kappa Alpha per due semestri. Dopo la laurea, frequentò per un anno un programma post laurea a Gerusalemme studiando, tra le altre cose, misticismi e antichi testi. Josh ha origini ebraiche. Suo padre nacque nella Città Vecchia di Gerusalemme e i suoi nonni e bisnonni paterni sono seppelliti in Israele.
Il padre di Josh morì di un attacco di cuore sei settimane prima del 15º compleanno del figlio. Un anno dopo, la sorella di tre anni morì in un incidente stradale. Bernstein ha un fratello gemello, Andrew; nell'aspetto i due sono quasi identici.
Bernstein ha un appartamento a New York e una iurta nel sud dello Utah.